# زاده مه: چشمه معراج
«مه زاد: چشمه معراج» (انگلیسی: Mistborn: The Well of Ascension) دومین کتاب در اولین سه‌گانهٔ سری مه زاد یا زاده مه اثر براندون ساندرسون است که در ۲۱ اوت ۲۰۰۷ توسط تور بوکز منتشر شد.